# テックボール
テックボール（英: teqball）は、サッカーと卓球を組み合わせたスポーツ。2人または2組で競技する。プレーヤーは、テックテーブル上でサッカーボールをリフティングやヘディングなどで、相手コートへ向かって打ち合い得点を競う。

## ルール
- プレーヤーは最大3回までのボールタッチで返さなければならない
- 同じ身体の部位で2回連続でタッチしてはいけない
- サーブはテックボードから2メートル離れた位置から打ち相手コート内に入ればどこでも良い
- テックボードに手をついてはいけない
- 相手側のエリアに入ってはいけない
- テックボードのエッジに当たるラッキーショットはNG
- シングルス、ダブルス共に20点マッチで2ゲーム先取した方が勝者となる

## 歴史
テックボールは、ハンガリーの元サッカー選手Gabor Borsanyi、コンピュータ科学者のViktor Huszar（ヴィクトル・フスパー）によって開発された。

### 日本への導入
初代代表理事を務める阿久津健一が、2014年のブラジルワールドカップの直後にインターネットの記事によってテックボールを知る。
2017年1月、阿久津がコーチを務めていたサッカースクールの教え子達にテックボールをさせようと調べたところ、未だ日本に輸入されていないことを知り、それならば自身で輸入してしまおうとハンガリーにあるTEQBALL社に問合せをして、日本へ輸入すべく働きかける活動を開始する。
2017年2月からTEQBALL社と交渉を開始して、同年5月12日に日本初のテックボールをする為の台、テックテーブルが輸入される。
同年5月14日には初イベントを開催。9月20日に一般社団法人 日本テックボール協会を設立。以来、日本でテックボールを普及するためにJリーグでのイベント等を開催している。

## 世界選手権
2017年6月22日-24日にかけて、ハンガリーで開催された第1回世界選手権に出場し、日本はWasse(早稲昭範)、菅原佳奈枝を日本代表に選出し、シングルス、ダブルスにエントリー。
Wasse（早稲昭範）はシングルスベスト16、菅原佳奈枝もベスト16。2人で臨んだダブルスではベスト8の戦績を残す。